# Richie Regehr
Richard „Richie“ Regehr (* 17. Januar 1983 in Bandung, Indonesien) ist ein ehemaliger kanadischer Eishockeyspieler, der im Verlauf seiner aktiven Karriere zwischen 1999 und 2018 unter anderem 426 Spiele für die Frankfurt Lions, Eisbären Berlin und den EHC Red Bull München in der Deutschen Eishockey Liga (DEL) auf der Position des Verteidigers bestritten hat. Mit den Eisbären Berlin und dem EHC Red Bull München gewann Regehr, der auch 20 Partien für die Calgary Flames in der National Hockey League (NHL) bestritt, insgesamt fünfmal die Deutsche Meisterschaft. Sein Bruder Robyn war ebenfalls professioneller Eishockeyspieler.

## Karriere

### Nordamerika
Regehr, der im indonesischen Bandung geboren wurde, jedoch in Rosthern in der kanadischen Provinz Saskatchewan aufwuchs, begann seine Karriere in der Saison 1999/2000 bei den Kelowna Rockets in der kanadischen Juniorenliga Western Hockey League (WHL). In der folgenden Spielzeit konnte er erstmals sein – für die Verteidigerposition – überdurchschnittliches Offensivpotenzial zeigen und erzielte zehn Tore und 27 Vorlagen in insgesamt 71 Partien. Im Herbst 2001 wechselte der Kanadier innerhalb der Liga zu den Portland Winter Hawks, für die er insgesamt zweieinhalb Jahre spielte.
Regehr wurde im Juli 2004 als ungedrafteter Spieler von den Calgary Flames aus der National Hockey League (NHL) als Free Agent unter Vertrag genommen. Während des NHL-Lockouts in der Saison 2004/05 spielte er für die Lowell Lock Monsters, das Farmteam der Calgary Flames, in der American Hockey League (AHL). In der Saison 2005/06 wurde der Defensivspieler von der Organisation der Flames zum neuen Kooperationspartner, den Omaha Ak-Sar-Ben Knights, geschickt. Als gegen Ende des Jahres 2005 mit Rhett Warrener und Roman Hamrlík zwei Verteidiger der Calgary Flames verletzungsbedingt ausfielen, wurde Regehr in den Kader Calgarys berufen und konnte in seinem NHL-Debüt im Dezember 2005 die Vorlage zum spielentscheidenden Tor beisteuern. Nach drei Einsätzen wurde er ins Farmteam zurückgeschickt, ehe er zu Beginn des Jahres 2006 erneut einige Einsätze in der NHL bestritt. Weiterhin ersetzte der Kanadier seinen Teamkameraden Mark Giordano im Canadian All-Star Team beim AHL All-Star Classic, wo Regehr jeweils ein Tor und eine Vorlage erzielte. In der folgenden Spielzeit absolvierte Regehr erneut sechs Partien für die Flames in der NHL, wobei ihm im Dezember 2006 gegen die Los Angeles Kings sein einziger Torerfolg gelang. Den Großteil der Saison verbrachte der Rechtsschütze erneut beim Farmteam in der AHL, für die er jedoch aufgrund einer erlittenen Gehirnerschütterung in lediglich 22 Spielen auf dem Eis stand.

### Europa
Im Sommer 2007 entschied sich Regehr für einen Wechsel nach Europa und spielte in der Saison 2007/08 für die Frankfurt Lions in der Deutschen Eishockey Liga (DEL), scheiterte mit seiner Mannschaft aber im Halbfinale an den Kölner Haien. Mit 24 Tore und 23 Vorlagen in 54 Spielen war der Kanadier der offensivstärkste Verteidiger der Liga und nahm für das Team Nordamerika am DEL All-Star Game teil. Regehr entschied sich gegen eine Vertragsverlängerung in Frankfurt und wechselte zur Saison 2008/09 zu den Eisbären Berlin, wo er in den folgenden vier Spielzeiten dreimal Deutscher Meister wurde und einmal die European Trophy gewann. Im April 2012 schloss sich Regehr dem schwedischen Klub MODO Hockey aus der Svenska Hockeyligan (SHL) an und fungierte dort in seiner zweiten Spielzeit als Assistenzkapitän der Mannschaft.
Ab der Saison 2014/15 stand der Kanadier abermals in der DEL für den EHC Red Bull München auf dem Eis, wo er wie bereits in Berlin von Don Jackson trainiert wurde. Mit den Münchenern wurde er 2016 und 2017 abermals Deutscher Meister und verließ den Verein nach Ablauf der Saison 2016/17. Im Mai 2017 wurde er vom EC KAC aus der österreichischen Erste Bank Eishockey Liga (EBEL) verpflichtet. Um den während der Saison nachverpflichteten Norweger Stefan Espeland einsetzen zu können, wurde Regehr, der zu diesem Zeitpunkt verletzungsbedingt ohnehin ausfiel, Ende Dezember 2017 aus dem Kader gestrichen. Für die Klagenfurter absolvierte er jedoch nur sechs Einsätze und nahm ab Ende Januar 2018 zunächst eine Auszeit vom Eishockey, die dann in sein Karriereende mit Mitte 30 führte.

## Erfolge und Auszeichnungen
| - 2004 WHL West Second All-Star Team - 2006 Teilnahme am AHL All-Star Classic - 2008 Teilnahme am DEL All-Star Game - 2009 Teilnahme am DEL All-Star Game - 2009 Deutscher Meister mit den Eisbären Berlin | - 2010 European-Trophy-Gewinn mit den Eisbären Berlin - 2011 Deutscher Meister mit den Eisbären Berlin - 2012 Deutscher Meister mit den Eisbären Berlin - 2016 Deutscher Meister mit EHC Red Bull München - 2017 Deutscher Meister mit EHC Red Bull München |

## Karrierestatistik
(Legende zur Spielerstatistik: Sp oder GP = absolvierte Spiele; T oder G = erzielte Tore; V oder A = erzielte Assists; Pkt oder Pts = erzielte Scorerpunkte; SM oder PIM = erhaltene Strafminuten; +/− = Plus/Minus-Bilanz; PP = erzielte Überzahltore; SH = erzielte Unterzahltore; GW = erzielte Siegtore; 1 Play-downs/Relegation; Kursiv: Statistik nicht vollständig)